# Hồng Quang, Ứng Hòa
Hồng Quang là một xã thuộc huyện Ứng Hòa, thành phố Hà Nội, Việt Nam.
Xã Hồng Quang có diện tích 5,29 km², dân số năm 1999 là 6.598 người, mật độ dân số đạt 1.247 người/km².
Xã Hồng Quang nằm ở phía Tây Nam huyện Ứng Hòa, thành phố Hà Nội. Xã có 4 thôn: Bài Lâm Thượng, Bài Lâm Hạ, Hữu Vĩnh và Phú Dư.

## Địa giới hành chính
- Thôn Bài Lâm Hạ nằm ở phía Bắc
- Phía Tây giáp sông Đáy bên kia sông là xã Đốc Tín, thôn Hội Xá, thôn Hà Đoạn, thôn Đục Khê thuộc xã Hương Sơn, huyện Mỹ Đức
- Phía Nam thôn Hữu Vĩnh
- Phía Đông thôn Bài Lâm Thượng

Thôn Hữu Vĩnh là 1 thôn bần nông, có từ xa xưa nằm ven sông Đáy.Thôn có Đền Đức Thánh Cả thuộc di tích lịch sử quốc gia, là một trong những ngôi đền linh thiêng được nhân dân khắp nơi biết đến. Hàng năm có hàng ngàn du khách thập phương tới tham quan và chiêm ngưỡng ngôi đền cổ.